# Classique de Saint-Sébastien 1999
La 19e édition de la Classique de Saint-Sébastien a eu lieu le 7 août 1999.  Elle a été remportée par l'Italien Francesco Casagrande pour la deuxième année consécutive.
La course disputée sur un parcours de 230 kilomètres est l'une des manches de la Coupe du monde de cyclisme sur route 1999.

## Classement
| #  | Coureur              | Équipe                  |    | Temps           |
| -- | -------------------- | ----------------------- | -- | --------------- |
| 1  | Francesco Casagrande | Vini Caldirola-Sidermec | en | 5 h 15 min 29 s |
| 2  | Rik Verbrugghe       | Lotto-Mobistar          | +  | 43 s            |
| 3  | Giuliano Figueras    | Mapei-Quick Step        |    | 43 s            |
| 4  | Andreï Tchmil        | Lotto-Mobistar          |    | 43 s            |
| 5  | Salvatore Commesso   | Saeco-Cannondale        |    | 43 s            |
| 6  | Francisco Mancebo    | Banesto                 |    | 43 s            |
| 7  | Erik Dekker          | Rabobank                |    | 43 s            |
| 8  | Maximilian Sciandri  | La Française des jeux   |    | 43 s            |
| 9  | Michael Boogerd      | Rabobank                |    | 43 s            |
| 10 | Massimiliano Mori    | Saeco-Cannondale        |    | 43 s            |